# David McKenzie (cyclisme)
Pour les articles homonymes, voir David McKenzie.
David McKenzie, né le 6 août 1974 à Shepparton, est un coureur cycliste australien. Professionnel de 1996 à 2005, il a notamment été champion d'Australie sur route en 1998 et vainqueur d'une étape du Tour d'Italie 2000.

## Palmarès

### Par années
- 1994
  - 3e étape des Geelong Bay Classic Series
  - 1re étape de l'Olympia's Tour
  - 2e des Geelong Bay Classic Series
- 1995
  - 2e étape des Geelong Bay Classic Series
  - 4e et 8e étapes du Herald Sun Tour
  - 3e des Geelong Bay Classic Series
  - 3e du championnat d'Australie sur route
- 1996
  - Geelong Bay Classic Series :
    - Classement général
    - 1re et 5e étapes

  - 6ea et 8ea étapes du Herald Sun Tour
  - 2e, 6e et 7e étapes du Tour de Tasmanie
- 1997
  - 14e étape du Herald Sun Tour
- 1998
  -  Champion d'Australie sur route
  - 3e et 8ea étapes du Herald Sun Tour
  - Mount Buller Cup
- 1999
  - 2e étape des Geelong Bay Classic Series
  - 3e étrape de la Mount Buller Cup
  - 3e étape du Tour de Langkawi
  - 2e des Geelong Bay Classic Series
  - 3e du Prix du Léon
- 2000
  - 8e étape du Circuito Montañés
  - 7e étape du Tour d'Italie
- 2001
  - Melbourne to Warrnambool Classic
  - 4e étape du Tour de Beauce
  - 6e étape du Tour Down Under
  - Tour du Gippsland
  - 3e et 4e étapes du Tour of Sunraysia
  - Grafton to Inverell Classic
  - Baw Baw Classic
  - 1re étape du Herald Sun Tour
- 2002
  - 4e étape des Geelong Bay Classic Series
  - 1re et 6e étapes du Herald Sun Tour
  - 2e du Grand Prix de la ville de Pérenchies
  - 3e du Prix Xavier Louarn
  - 3e de Groningue-Münster
  - 3e de la Melbourne to Warrnambool Classic
- 2003
  - 4e étape du Tour du lac Qinghai
  - 3e étape du Herald Sun Tour
  - Classement général du Tour du Queensland
  - 3e du Grand Prix Raf Jonckheere
- 2004
  - 3e étape des Geelong Bay Classic Series
  - Tour du Gippsland
  - 6e et 8e étapes du Tour of Sunraysia
  - 4e étape du Tour du Queensland
  - 2e des Geelong Bay Classic Series
  - 2e du Tour de Drenthe
  - 2e du Herald Sun Tour
  - 3e du championnat d'Australie sur route
- 2005
  - National Road Series
  - 2e étape des Geelong Bay Classic Series
  - 1re et 3e étapes du Canberra Tour
  - 2e étape du Tour du Japon
  - 5e étape du Tour du Gippsland
  - 10e étape du Tour of the Murray River
  - Goulburn to Sydney Classic
  - 2e de la Baw Baw Classic
  - 2e du Canberra Tour
- 2006
  - Tour de Perth
    - Classement général
    - 1reb et 3e étapes

### Résultats sur les grands tours

#### Tour d'Italie
- 2000 : 113e, vainqueur de la 7e étape

### Classements mondiaux
| Année         | 2005 |
| ------------- | ---- |
| UCI Asia Tour | 83e  |

## Distinctions
- Cycliste sur route australien de l'année en 2000[1]